# Scaptodrosophila angusta
Scaptodrosophila angusta är en tvåvingeart som först beskrevs av Meijere 1916.  Scaptodrosophila angusta ingår i släktet Scaptodrosophila och familjen daggflugor. Inga underarter finns listade i Catalogue of Life.